# Frank Calvert
Frank Calvert (1828 – 1908) è stato un diplomatico inglese noto per aver indicato a Heinrich Schliemann il luogo dove scavare per trovare Troia, dove iniziò a scavare già 7 anni prima.

## Biografia
Frank era il più giovane di sette figli nati da James Calvert (1778–1852), nato a Malta, e Louisa Ann Lander (1792–1867). Calvert fu cresciuto a Malta, a quel tempo una base navale britannica. Fu messo in ombra dai suoi fratelli maggiori e fu coinvolto nella loro carriere. Rimase celibe e aveva una passione insistente per le epopee omeriche e una ferma convinzione che i miti fossero storia, non finzione.
Già nel 1822, Hisarlik fu identificato da Charles Maclaren come un possibile sito della Troia omerica.  Nel 1847 suo fratello Frederick acquistò una fattoria di oltre 2.000 acri (8 km²) ad Akca Koy che comprendeva parte del monte Hisarlik. Questa doveva essere un'acquisizione epocale.
Frank ha continuato a sostenere la carriera dei suoi fratelli. Nel 1855, mentre Federico era completamente preso dagli affari legati alla guerra di Crimea, Frank continuò a produrre la maggior parte della corrispondenza consolare ufficiale in francese e inglese. A volte, nel 1856 e nel 1858, Frank sostituì Federico in qualità di console britannico. Dopo aver sostituito suo fratello James, Frank alla fine gli successe come agente consolare degli Stati Uniti nel 1874, una posizione non retribuita che mantenne per il resto della sua vita. Occasionalmente faceva parte di tribunali misti europei e turchi locali, assumendo di volta in volta il titolo di console britannico ad interim.
Oltre a svolgere le sue funzioni consolari, Calvert condusse accurati scavi esplorativi sulla terra di proprietà della famiglia che incorporava il tumulo di Hisarlik. Era convinto che questo fosse il sito dell'antica città di Troia, ma nel 1908 morì e non fu mai ufficialmente associato alla scoperta di Troia. I discendenti dei fratelli Calvert stanno ora perseguendo rivendicazioni per il tesoro recuperato a Hisarlik.

## Troia
Nel campo dell'archeologia Calvert è stata una semplice ombra rispetto al suo partner Heinrich Schliemann, che è stato successivamente accusato di manipolare e sfruttare Calvert. Schliemann aveva un budget significativamente maggiore di Calvert e lo usava spesso a suo vantaggio. Calvert era anche timido per la sua esperienza educativa perché era autodidatta. In tenera età ha iniziato a visitare siti antichi, comprendendo culture diverse e imparando come vivevano. Durante l'adolescenza ha visitato siti come Corfù, Atene, Egitto, Brindisi e altri, ma è rimasto per lo più nella Troade, la regione dell'Asia Minore che si ritiene fosse sotto il dominio di Troia.
All'epoca in cui Schliemann iniziò a scavare in Turchia, il sito comunemente ritenuto Troia era a Pınarbaşı, una collina all'estremità meridionale della pianura della Troade. Schliemann ha eseguito i sondaggi a Pınarbaşı, ma fu deluso dalle sue scoperte. Schliemann non sapeva dove cercare Troia e stava per abbandonare del tutto la sua esplorazione. Fu solo quando Calvert suggerì di scavare il tumulo di Hissarlik che Schliemann fece qualsiasi mossa per scavare nel sito. Calvert aveva già cercato nel tumulo, ma non è mai arrivato agli strati dell'età del bronzo; tuttavia, fu determinato che Troia fu sepolta da qualche parte all'interno della collinetta.
Schliemann e Calvert hanno trovato non solo il possibile sito di Troia ma migliaia di manufatti come diademi di oro, anelli, bracciali, orecchini e collane, bottoni, cinture e spille, nonché figure antropomorfe, ciotole e recipienti per oli profumati.
Nel 1996 gli eredi americani e britannici di Calvert cercarono la proprietà di una parte del tesoro trovato da Schliemann sulla terra di Calvert (Calvert possedeva solo metà della collinetta).